# Elene Gedevanishvili
Elene Gedevanishvili (in georgiano ელენე გედევანიშვილი?; Tbilisi, 7 gennaio 1990) è un'ex pattinatrice artistica su ghiaccio georgiana.
Vive a Mosca. Fra i suoi allenatori vi sono stati Elena Buianova, Tat'jana Tarasova, Brian Orser e Ghislain Briand.

## Palmarès
GP: Grand Prix; JGP: Junior Grand Prix
| Internazionali | Internazionali | Internazionali | Internazionali | Internazionali | Internazionali | Internazionali | Internazionali | Internazionali | Internazionali | Internazionali | Internazionali | Internazionali | Internazionali | Internazionali | Internazionali |
| Evento | 2001–02        | 2002–03        | 2003–04        | 2004–05        | 2005–06        | 2006–07        | 2007–08        | 2008–09        | 2009–10        | 2010–11        | 2011–12        | 2012–13        | 2013–14        | 2014–15        | 2015–16        |
| --- | -------------- | -------------- | -------------- | -------------- | -------------- | -------------- | -------------- | -------------- | -------------- | -------------- | -------------- | -------------- | -------------- | -------------- | -------------- |
| Giochi olimpici invernali |                |                |                |                | 10°            |                |                |                | 14°            |                |                |                | 19°            |                |                |
| Campionati mondiali |                |                |                |                | 14°            | 17°            | 20°            | 10°            | 18°            | 10°            | 10°            | 29°            |                | 22°            |                |
| Campionatieuropei |                |                |                |                | 5°             | 8°             | 7°             | 25°            | 3°             | 8°             | 3°             | 14°            | 10°            | 23°            |                |
| GP Trophée Eric Bompard |                |                |                |                |                |                |                | 7°             | 7°             |                |                |                |                |                |                |
| GP Cup of China |                |                |                |                |                | R              |                |                |                |                |                |                |                |                |                |
| GP NHK Trophy |                |                |                |                |                |                | 8°             |                |                | 6°             | 5°             | 6°             | 9°             | 10°            |                |
| GP Skate America |                |                |                |                |                |                | 6°             |                | 6°             | 7°             | 7°             |                | 9°             | 7°             |                |
| GP Skate Canada |                |                |                |                |                |                |                |                |                |                |                | 5°             |                |                | R              |
| Nebelhorn Trophy |                |                |                |                |                |                |                |                |                |                | 2°             |                | 6°             |                |                |
| Finlandia Trophy |                |                |                |                |                |                |                | 4°             |                |                |                |                |                |                |                |
| Karl Schäfer Memorial |                |                |                |                | 4°             | 1°             |                |                |                |                |                |                |                |                |                |
| NRW Trophy |                |                |                |                |                |                |                | 1°             |                |                |                |                |                |                |                |
| Lombardia Trophy |                |                |                |                |                |                |                |                |                |                |                |                |                |                | 8°             |
| International: Junior |                |                |                |                |                |                |                |                |                |                |                |                |                |                |                |
| Campionati mondiali |                |                | 12°            | 5°             |                |                |                | 6°             |                |                |                |                |                |                |                |
| JGP Finale |                |                |                |                | 7°             |                |                |                |                |                |                |                |                |                |                |
| JGP Croazia |                |                | 7°             |                |                |                |                |                |                |                |                |                |                |                |                |
| JGP Estonia |                |                |                |                | 1°             |                |                |                |                |                |                |                |                |                |                |
| JGP Francia |                |                |                | 17°            |                |                |                |                |                |                |                |                |                |                |                |
| JGP Slovacchia |                |                |                |                | 3°             |                |                |                |                |                |                |                |                |                |                |
| JGP Ucraina |                |                |                | 6°             |                |                |                |                |                |                |                |                |                |                |                |
| Festival olimpico della gioventù europea                                                                                                |                |                |                | 7°             |                |                |                |                |                |                |                |                |                |                |                |
| Haabersti Cup |                |                |                | 3°             |                |                |                |                |                |                |                |                |                |                |                |
| Nazionali |                |                |                |                |                |                |                |                |                |                |                |                |                |                |                |
| Campionati georgiani | 4th            | 1°             | 1° J.          |                |                |                |                |                |                |                |                |                |                |                |                |
| Eventi a squadre |                |                |                |                |                |                |                |                |                |                |                |                |                |                |                |
| Japan Open |                |                |                |                |                |                |                |                |                |                |                | 3° S (5° P)    |                |                |                |
| J. = Junior; R = Ritirata S = Risultato della squadra; P = Risultato personale; Medaglie assegnate solo per il risultato della squadra. |                |                |                |                |                |                |                |                |                |                |                |                |                |                |                |